# Ludność Zduńskiej Woli

## LudnośćZduńskiej Woli
- 1900 – 15 740
- 1910 – 25 105
- 1921 – 18 923 (spis powszechny)
- 1931 – 22 904 (spis powszechny)
- 1939 – 27 000
- 1946 – 14 601 (spis powszechny)
- 1950 – 17 135 (spis powszechny)
- 1955 – 22 879
- 1960 – 25 343 (spis powszechny)
- 1961 – 26 200
- 1962 – 26 500
- 1963 – 26 900
- 1964 – 27 100
- 1965 – 27 416
- 1966 – 27 800
- 1967 – 28 000
- 1968 – 28 300
- 1969 – 28 900
- 1970 – 29 100 (spis powszechny)
- 1971 – 29 467
- 1972 – 30 000
- 1973 – 34 100
- 1974 – 36 212
- 1975 – 37 013
- 1976 – 37 400
- 1977 – 37 800
- 1978 – 38 000 (spis powszechny)
- 1979 – 38 200
- 1980 – 38 976
- 1981 – 39 862
- 1982 – 40 564
- 1983 – 41 162
- 1984 – 41 796
- 1985 – 42 382
- 1986 – 42 981
- 1987 – 43 765
- 1988 – 44 235 (spis powszechny)
- 1989 – 44 928
- 1990 – 45 135
- 1991 – 45 445
- 1992 – 45 754
- 1993 – 45 881
- 1994 – 45 888
- 1995 – 45 964

* 1996 – 45 999
- 1997 – 45 908
- 1998 – 45 850
- 1999 – 45 777
- 2000 – 45 791
- 2001 – 45 613
- 2002 – 44 948 (spis powszechny)
- 2003 – 44 720
- 2004 – 44 671
- 2005 – 44 495
- 2006 – 44 435
- 2007 – 44 141
- 2008 – 44 105
- 2009 – 43 969
- 2010 – 43 854
- 2011 – 44 073
- 2014 – 43 310
- 2015 – 42 998 (gmina: 12 021)
- 2017 – 42 374 (gmina: 12 154) (31 grudnia)[1]
- 2018 – 42 094 (gmina: 12 177) (31 grudnia)[1]

## Powierzchnia Zduńskiej Woli
- 1914 – 7,60 km²
- 1931 – 7,60 km²
- 1995 – 24,58 km²
- 2006 – 24,57 km²